# 联合国难民署
联合国难民事务高级专员公署（法語： ），简称联合国难民署（法語：Agence des Nations Unies pour les réfugiés）是一個負責保護和支持难民的聯合國機構，宗旨是领导和协调世界范围内保护难民和解决难民问题的国际行动。在當地政府或聯合國本身的要求下，难民署會向當地難民提供援助。本署的總部設於瑞士日內瓦，並且是聯合國發展集團的成員。本署于1950年12月14日成立，並於1954年和1981年獲頒諾貝爾和平獎。

## 歷史

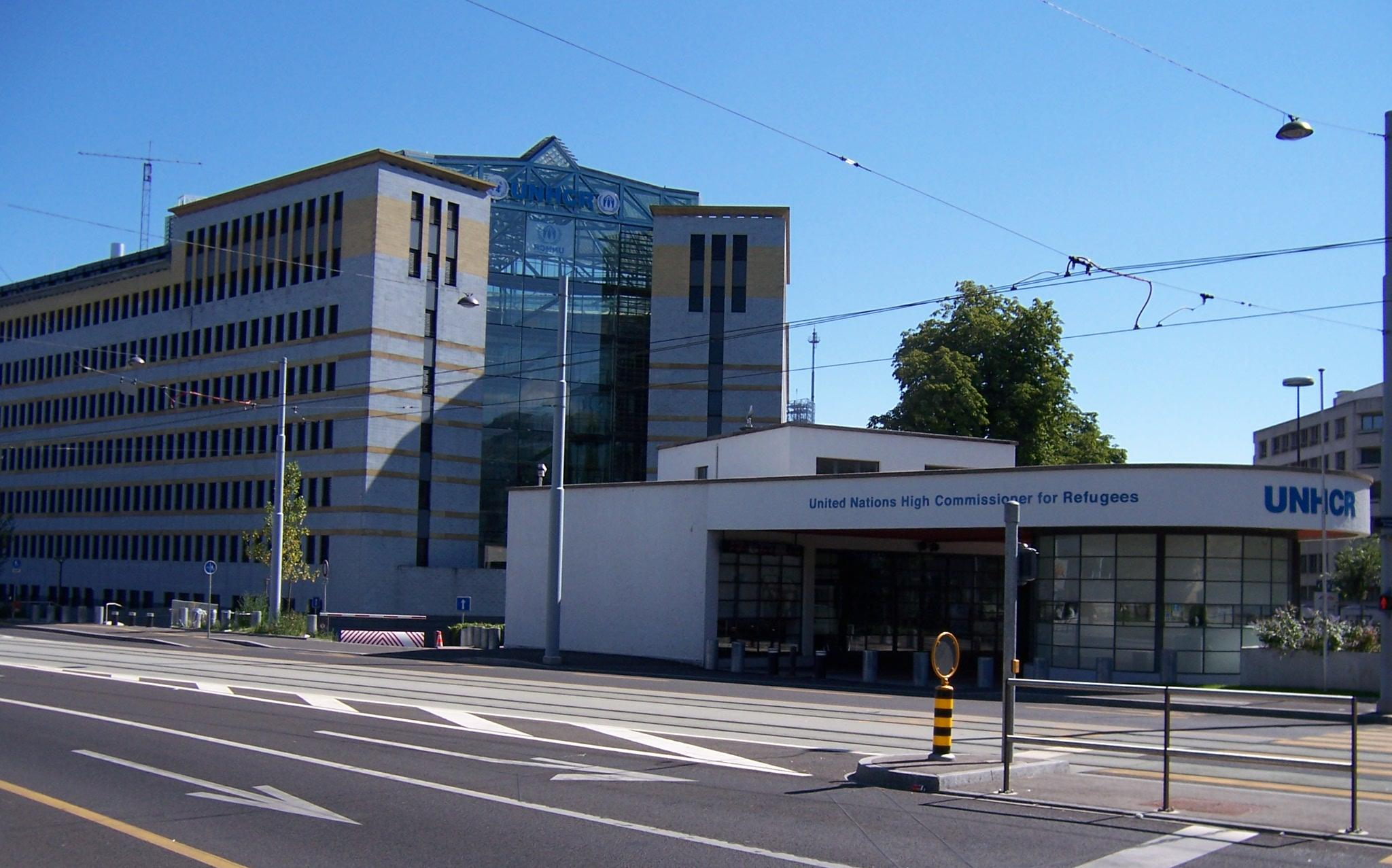
联合国难民署辦公室

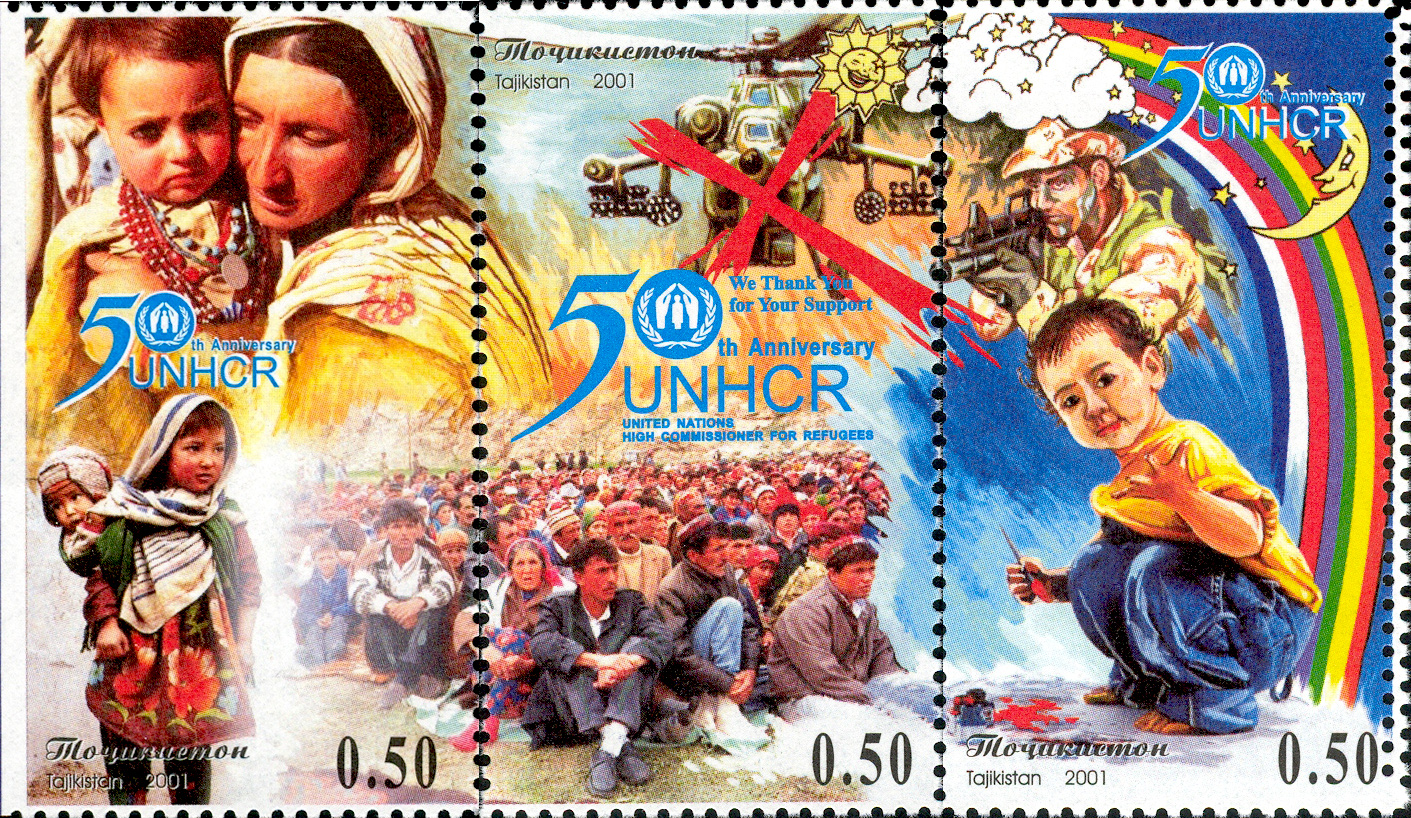
塔吉克斯坦的难民署50週年紀念郵票

隨著國際聯盟的消亡和聯合國的成立，以及第二次世界大戰的結束，人們開始關注二戰所產生的難民問題。1946年4月20日，聯合國成立了國際難民組織。國際難民組織是史上首個全面處理難民問題的國際機構，繼承自於1944年成立的聯合國善後救濟總署。
在20世紀40年代末，國際難民組織因無法有效處理難民問題而被廢止。联合国為了能有效地監督全球難民問題，便展開了關於建議創辦新难民組織的討論。儘管在討論中各國意見不一，但联合国难民署的提議終究還是於1949年獲通過。然而，联合国起初只打算讓难民署運行，即從1951年1月到1954年1月，全因聯合國成員國之間存在意見分歧。
难民署於1950年联合国大会中獲正式宣佈成立。大會亦宣佈了难民署的功能：
(难民署的)任務是在一個非政治性和人道主義的基礎上向全球難民提供國際保護，並為他們尋求永久的解決方案。
在《難民地位公約》於1951年7月18日通過後，「難民」的定義便不僅限於歐洲，而是整個世界。於1956年，难民署參與協調在匈牙利爆發的起義。僅僅一年後，难民署便需要解決大量遷入香港的中國難民問題，並同時需要處理因阿爾及利亞獨立戰爭而逃往摩洛哥和突尼斯的阿爾及利亞難民。
於1960年代的非殖民化在非洲引發了大量難民問題，並因此成為了难民署的一個重大挑戰。在1960年代末，难民署三分之二的資金已用在解決非洲難民問題。在僅僅10年裡，难民署的工作重心已由歐洲轉移至非洲。
於1970年代，难民署的援助難民工作擴張至全球範圍，其中包括產生大量難民的巴勒斯坦衝突和印度與孟加拉之間的衝突。另外，越南戰爭也導致逾百萬越南難民逃離本國。
1980年代給予难民署更多挑戰，因為大部份联合国成員國均表示不願意接納1970年代所產生的難民。這些難民大部份都不是因國家之間的戰爭產生的，而是在新成立國家內的不同種族之間的衝突所產生的。另外，許多國家平民為了移居他國，所以在有衝突發生時便假裝是难民，導致每當發生小型衝突都會產生大量难民。因此，難民署只好更積極地參與援助难民工作。
於1990年代，隨著冷戰的結束，蘇聯解體後所產生的新國家經常發生種族間的衝突，並導致大量難民外逃。另外，由多國部隊組成的維權部隊開始得到大眾的支持，例如1999年的北约轟炸南斯拉夫。同時發生的卢旺达大屠殺亦產生了大量難民問題。
难民署在現今的主要工作地點為非洲、中東和中亞。可是，許多國家仍然拒絕接納難民；進入21世紀後各地爆發的新一波民族主義與民粹主義，更讓难民署的處境雪上加霜。

## 功能

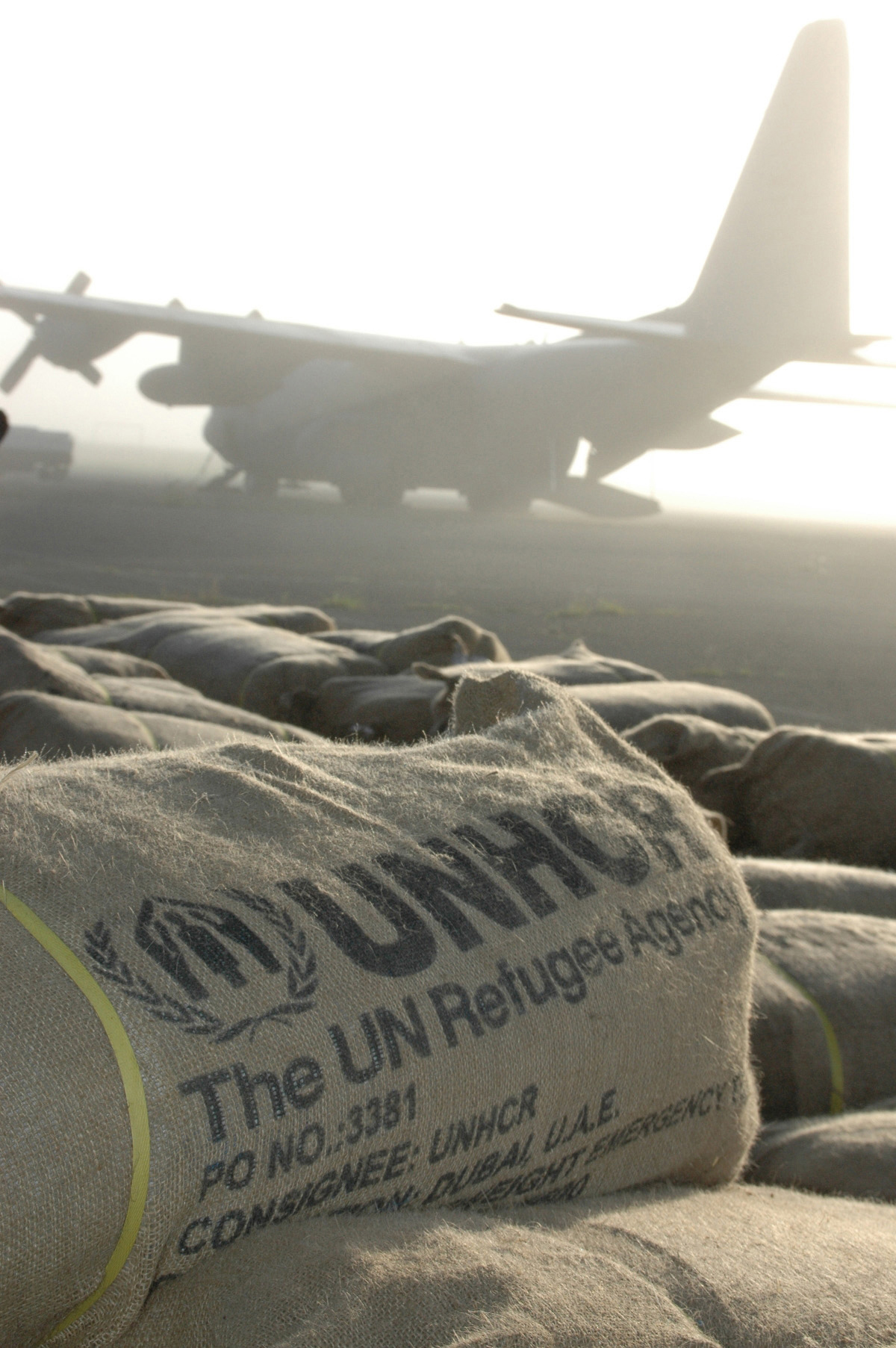
在肯尼亞達達阿布發生一次嚴重水災後，难民署到達達阿布派發的帳篷、防水布和蚊帳。（攝於2006年12月11日）

难民署成立于1950年12月14日，是聯合國善後救濟總署的繼承者。本署受命領導和協調國際行動，以保護難民和解決全球難民問題。其主要目的是保障難民的權利和福祉，因此致力於保證難民的人權，讓他們暫時到達另一個國家避難，並允許他們在安全得到保障後選擇回到本國、定居於避難地或移民至另一個國家。
難民署的任務在近年逐漸被擴大到包括提供各種難民人道主義援助，例如符合《難民地位公約》所描述的難民特徵的國內流離失所者。难民署在近幾年的主要工作地點為黎巴嫩、南蘇丹、乍得、剛果民主共和國、伊拉克、阿富汗和肯尼亞。

### 巴勒斯坦難民任務
大部份巴勒斯坦難民，即來自約旦河西岸地區、加沙地帶、黎巴嫩、敘利亞和約旦的難民，原本都不是难民署的負責範圍。因為這些難民的援助工作都是由聯合國近東巴勒斯坦難民救濟和工程處負責的。近東救濟工程處相比难民署有著一個更廣泛的“難民”的定義：難民還包括其後代。但是，該處只會援助於1948年至1967年期間阿拉伯-以色列戰爭所產生的難民。該處並不會向所有非近東地區難民或非戰爭所產生的難民提供援助。因此，近東地區的戰後難民援助服務都是由难民署提供。

## 人員編制

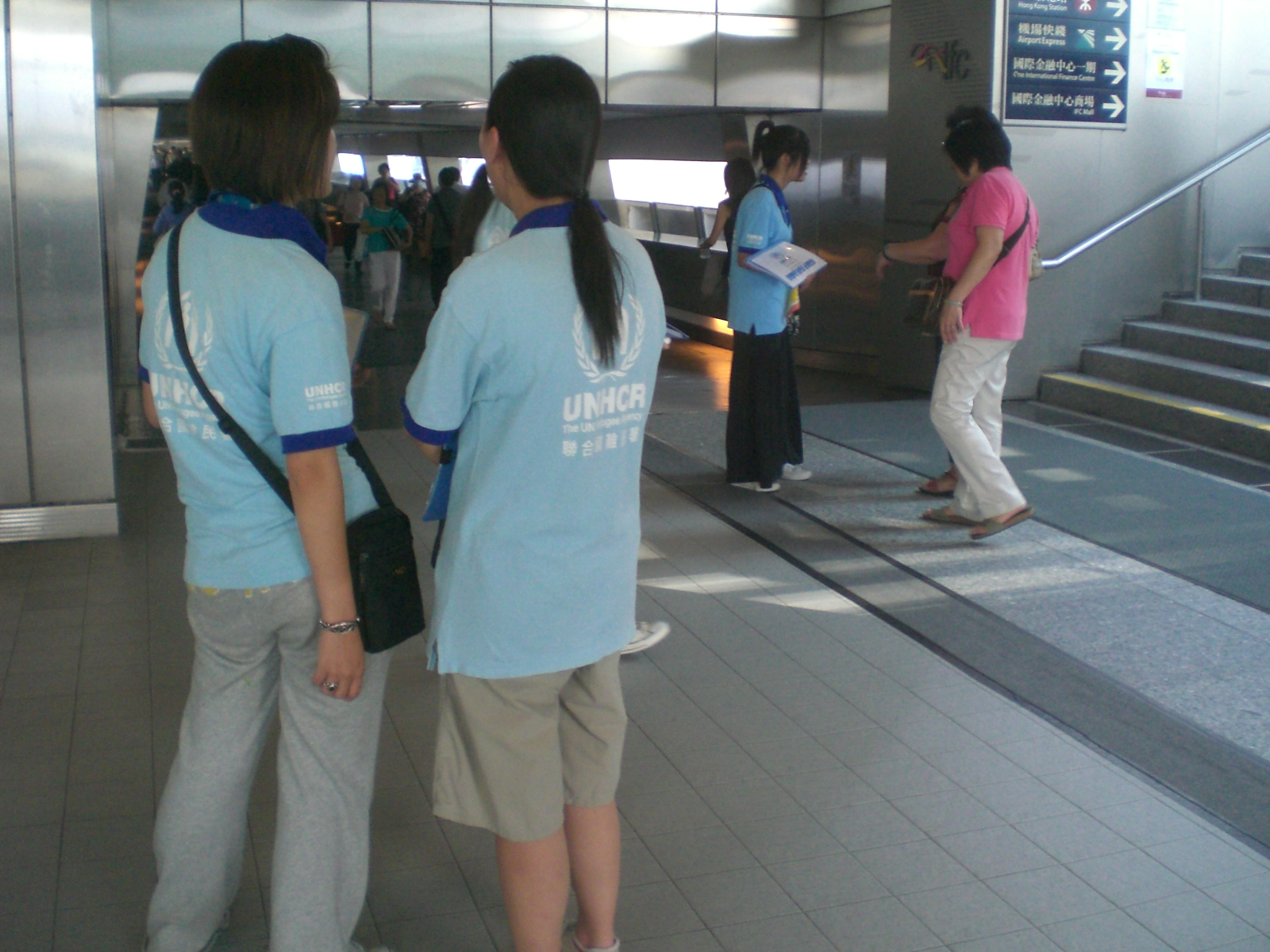
外勤人員

截至2022年12月，难民署共有9700名員工，遍佈126個國家。

### 高级专员
高级专员是难民署的最高負責人。以下為难民署歷任高级专员：
1. 荷蘭 杰瑞特·戈德哈特（英语：Gerrit_Jan_van_Heuven_Goedhart）（1951年－1956年）
2. 瑞士 奥古斯特·林德特（英语：August R. Lindt）（1956年－1960年）
3. 瑞士 菲利克斯·施奈德（德语：Felix_Schnyder）（1960年－1965年）
4. 伊朗 萨德鲁丁·阿卡汗（英语：Prince_Sadruddin_Aga_Khan）（1965年－1977年）
5. 丹麦 保羅·哈特林（1978年－1985年）
6. 瑞士 简-皮埃尔·胡克（德语：Jean-Pierre_Hocké）（1986年－1989年）
7. 挪威 索弗尔德·斯图尔腾伯格（英语：Thorvald_Stoltenberg）（1990年1月－11月）
8. 日本 緒方貞子（1990年－2000年）
9. 荷蘭 吕德·吕贝尔斯（2001年－2005年）
10. 葡萄牙 安東尼奧·古特雷斯（2005年－2016年）
11. 義大利 菲利普·格兰迪（2016年至今）

在難民署成立之前，弗里乔夫·南森是國際聯盟南森國際難民辦公室的高级专员，於1922年上任。

#### 高级专员特使
1. 美国 安潔莉娜·裘莉（2012年－2022年）

在擔任親善大使10年後，安潔莉娜·裘莉於2012年晉升為高級專員特使。在這個職位上，她在外交層面代表聯合國難民署高級專員菲利普·格兰迪，致力於為因阿富汗和索馬里等大規模危機流離失所的人們提供長期解決方案。

## 獎項

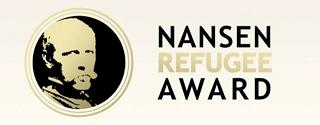
南森難民獎

於1954年，难民署設立了南森难民奖。該獎項每年頒發一次，其表彰對像為對難民、流離失所或無國籍人仕貢獻卓越的人。
难民署先後於1954年和1981年獲頒諾貝爾和平獎。

## 外部連結
- 官方網站 （页面存档备份，存于）
- 官方網站：“基本事實” （页面存档备份，存于）
- 联合国官方網站 （页面存档备份，存于）
- 聯合國的歷史 英國政府檔案館的存檔，存档日期2006-02-14 - 英國政府網站
- 香港立法會十五題：償還有關越南入境者方面的暫支款項 （页面存档备份，存于）
- 2013 審計署署長報告 - 香港審計署：有關越南入境者方面的開支，可向聯合國難民事務高級專員署 (簡稱 “專員署”) 收回。 （页面存档备份，存于）
- "Who is a Refugee and who is not - the Crisis of Identity as a Challenge to Protection" Online video of an address by Ms. Erika Feller, Director, Department of International Protection, UNHCR, in 2005
- "Seoul Train" documentary （页面存档备份，存于） A critically acclaimed PBS documentary on North Korean refugees